# Arroyo del Medio (Entre Ríos)
Arroyo del Medio é uma junta de governo da província de Entre Ríos, na Argentina.